# The Cowboy Way
The Cowboy Way (pt: Cowboys em Nova Iorque / br: Jeito de cowboy) é uma dramédia de 1994, dirigida por Gregg Champion e estrelada por Woody Harrelson e Kiefer Sutherland.

## Sinopse
Pepper Lewis e Sonny Gilstrap são duas estrelas de rodeios e amigos de infância, que viajam do Novo México até Nova Iorque para procurar o amigo e mentor, Nacho Salazar. Ao longo do caminho, eles conhecem muitos aspectos que a big apple oferece de maneira única: os crimes de rua, a indústria da moda, a alta sociedade, etc. 

## Elenco
- Woody Harrelson .... Pepper Lewis
- Kiefer Sutherland .... Sonny Gilstrap
- Dylan McDermott .... John Stark
- Ernie Hudson .... Oficial Sam "Mad Dog" Shaw
- Cara Buono .... Teresa Salazar
- Marg Helgenberger .... Margarette
- Tomas Milian .... Manny Huerta
- Luis Guzmán .... Chango
- Joaquín Martínez	 .... 	Nacho Salazar